# Världscupen i backhoppning 2017/2018
Världscupen i backhoppning 2017/2018 anordnades av Internationella skidförbundet (FIS) och var den 39:e världscupsäsongen i backhoppning genom tiderna för herrar, och den sjunde för damer. Världscupen startade den 18 november 2017 i Wisła för herrarna och 1 december 2017 i Lillehammer, Norge för damerna. Herrarnas världscup innehöll 30 tävlingar varav 22 individuella och 8 lagtävlingar. Damernas cup hade 17 tävlingar, 15 individuella och 2 lagtävlingar. Vinnare sammanlagt på herrsidan blev Kamil Stoch, Polen, och på damsidan Maren Lundby, Norge.

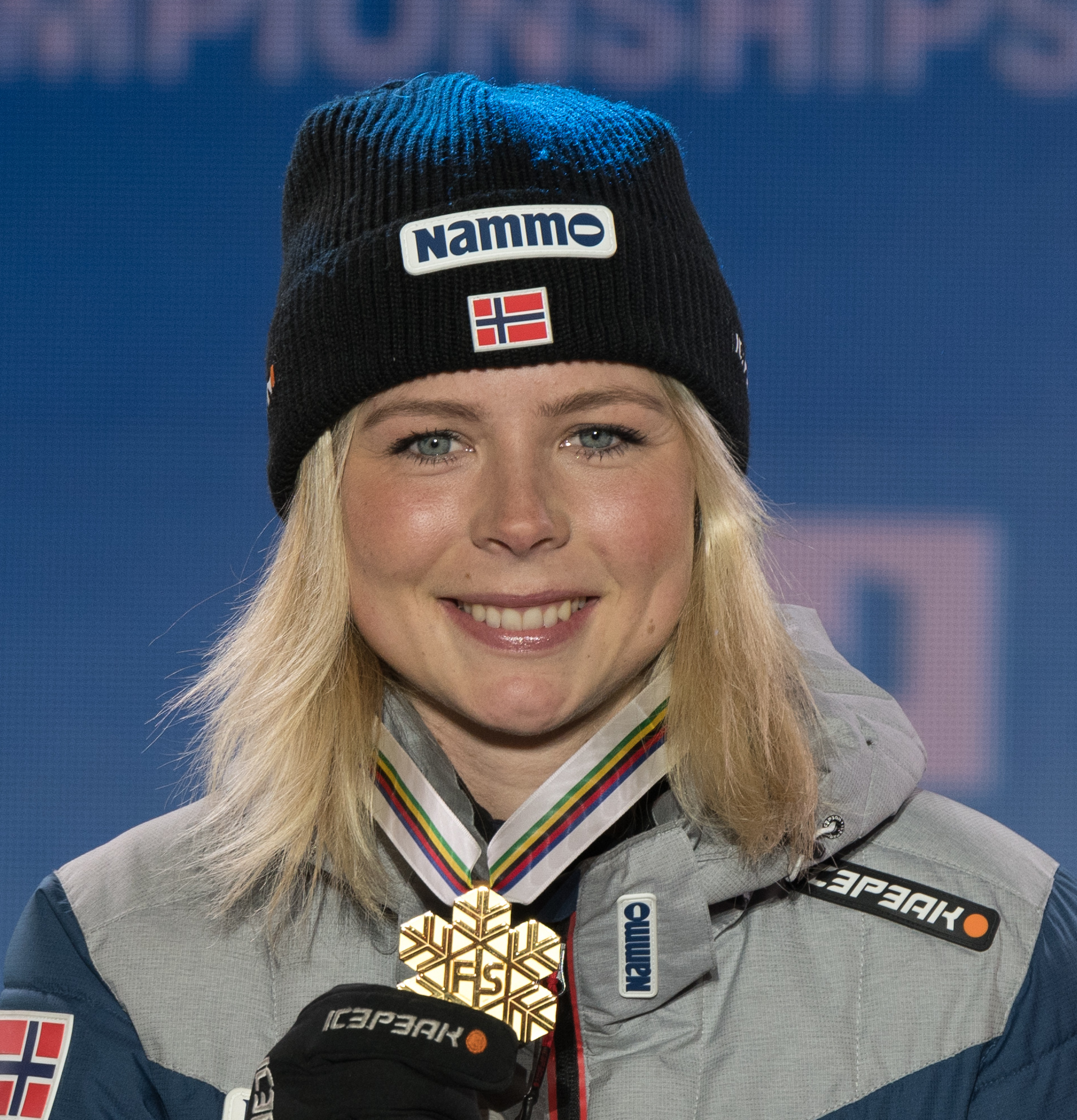
Maren Lundby från Norge vann damernas världscup 2017/2018

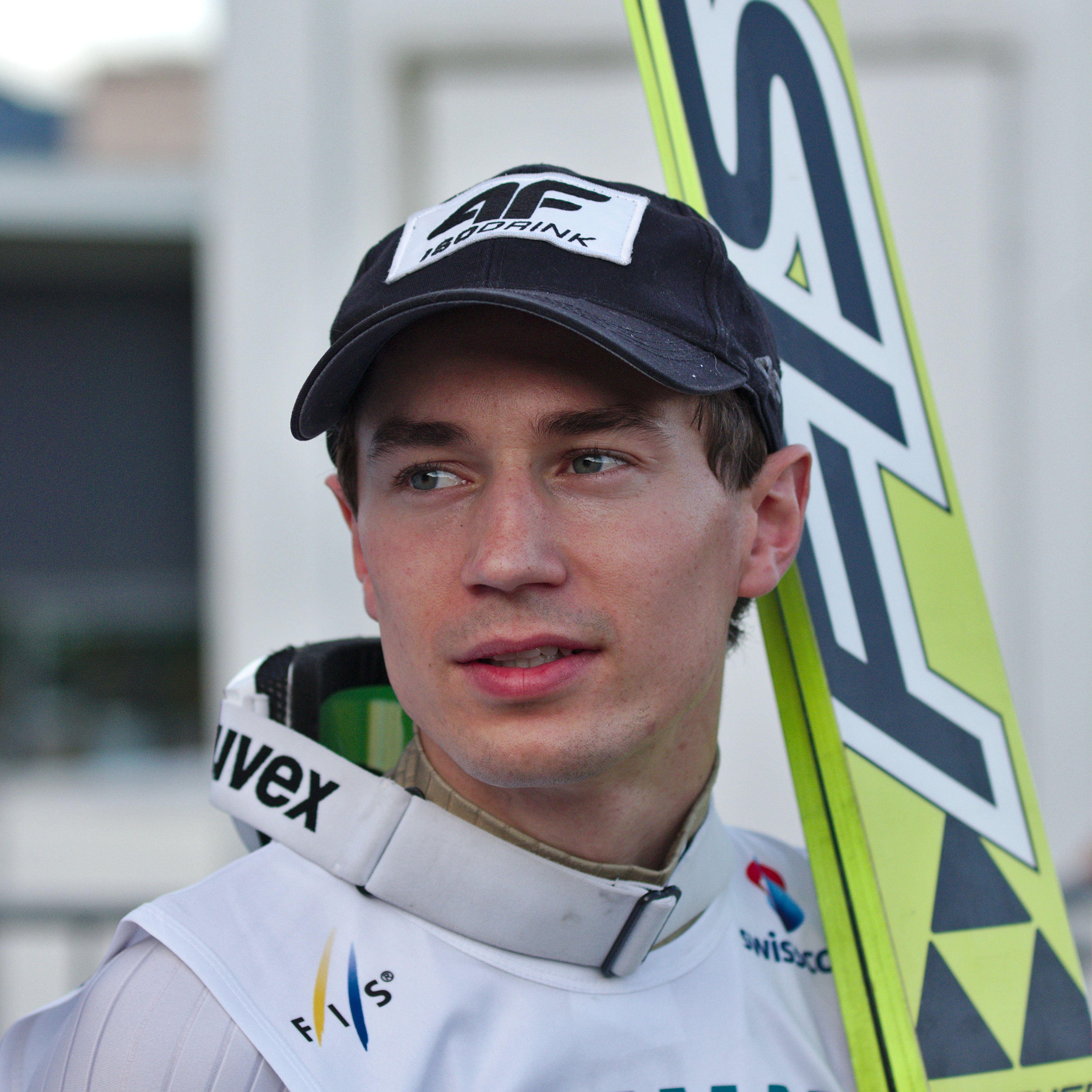
Kamil Stoch från Polen vann herrarnas världscup 2017/2018

Höjdpunkten på säsongen (förutom OS) för damerna var den nya säsongsöppnande turnéringen Lillehammer Triple, 1–3 december. Turnéringen bestod av två individuella tävlingar i normalbacke och en individuell tävling i stor backe med sammanlagt 10 000 euro i prispotten. Varje tävling hade 2 hopp vardera och poängen från samtliga 6 hopp räknades samman för att bilda slutresultatet. Katharina Althaus från Tyskland vann.
2017/2018 var också första säsongen då damerna hoppade lagtävlingar och även den första säsongen då damerna hade flera tävlingar i stor backe. Första kvinnliga lagtävlingen genom historien gick av stapeln den 16 december 2017 i Hinterzarten. 
Herrarnas säsong inkluderade flera delturnéringar, utöver den klassiska Tysk-österrikiska backhopparveckan. Turnéringen Raw Air, bestående av en veckas intensivt tävlande i stor backe och skidflygning (18 hopp sammanlagt) återkom efter att ha introducerats förra säsongen. Förutom Raw Air gick två ytterligare turneringar vid namn Willingen Five och Planica7. Samtliga turneringar, inklusive backveckan vanns av Kamil Stoch.

## Herrar

### Tävlingskalender individuellt
| 1                                                                         | 19 november 2017                                                          | Wisła                                                                     | Malinka HS134 LH                                                          | Junshirō Kobayashi      | Kamil Stoch             | Stefan Kraft            | Junshirō Kobayashi      | [ 1 ]                   |  |  |
| 2                                                                         | 26 november 2017                                                          | Ruka                                                                      | Rukatunturi HS142 LH (natt)                                               | Jernej Damjan           | Johann André Forfang    | Andreas Wellinger       | Junshirō Kobayashi      | [ 2 ]                   |  |  |
| 3                                                                         | 2 december 2017                                                           | Nizhny Tagil                                                              | Tramplin Stork HS134 LH(natt)                                             | Richard Freitag         | Daniel-André Tande      | Johann André Forfang    | Richard Freitag         | [ 3 ]                   |  |  |
| 4                                                                         | 3 december 2017                                                           | Nizhny Tagil                                                              | Tramplin Stork HS134 LH (natt)                                            | Andreas Wellinger       | Richard Freitag         | Stefan Kraft            | Richard Freitag         | [ 4 ]                   |  |  |
| 5                                                                         | 10 december 2017                                                          | Titisee-Neustadt                                                          | Hochfirstschanze HS142 LH (natt)                                          | Richard Freitag         | Andreas Wellinger       | Daniel-André Tande      | Richard Freitag         | [ 5 ]                   |  |  |
| 6                                                                         | 16 december 2017                                                          | Engelberg                                                                 | Gross-Titlis-Schanze HS140 LH (natt)                                      | Anders Fannemel         | Richard Freitag         | Kamil Stoch             | Richard Freitag         | [ 6 ]                   |  |  |
| 7                                                                         | 17 december 2017                                                          | Engelberg                                                                 | Gross-Titlis-Schanze HS140 LH                                             | Richard Freitag         | Kamil Stoch             | Stefan Kraft            | Richard Freitag         | [ 7 ]                   |  |  |
|                                                                           |                                                                           |                                                                           |                                                                           |                         |                         |                         |                         |                         |  |  |
| 8                                                                         | 30 december 2017                                                          | Oberstdorf                                                                | Schattenbergschanze HS137 LH (natt)                                       | Kamil Stoch             | Richard Freitag         | Dawid Kubacki           | Richard Freitag         | [ 8 ]                   |  |  |
| 9                                                                         | 1 januari 2018                                                            | Garmisch-Partenkirchen                                                    | Große Olympiaschanze HS140 LH                                             | Kamil Stoch             | Richard Freitag         | Anders Fannemel         | Richard Freitag         | [ 9 ]                   |  |  |
| 10                                                                        | 4 januari 2018                                                            | Innsbruck                                                                 | Bergiselschanze HS130 LH                                                  | Kamil Stoch             | Daniel-André Tande      | Andreas Wellinger       | Richard Freitag         | [ 10 ]                  |  |  |
| 11                                                                        | 6 january 2018                                                            | Bischofshofen                                                             | Paul-Ausserleitner-Schanze HS140 LH (natt)                                | Kamil Stoch             | Anders Fannemel         | Andreas Wellinger       | Kamil Stoch             | [ 11 ]                  |  |  |
| Backhopparveckan 2017/2018 Sammanlagt (30 december 2017 – 6 januari 2018) | Backhopparveckan 2017/2018 Sammanlagt (30 december 2017 – 6 januari 2018) | Backhopparveckan 2017/2018 Sammanlagt (30 december 2017 – 6 januari 2018) | Backhopparveckan 2017/2018 Sammanlagt (30 december 2017 – 6 januari 2018) | Kamil Stoch             | Andreas Wellinger       | Anders Fannemel         |                         |                         |  |  |
| 12                                                                        | 13 januari 2018                                                           | Tauplitz/Bad Mitterndorf                                                  | Kulm HS235 FH                                                             | Andreas Stjernen        | Daniel-André Tande      | Simon Ammann            | Kamil Stoch             | [ 12 ]                  |  |  |
|                                                                           | 14 januari 2018                                                           | Tauplitz/Bad Mitterndorf                                                  | Kulm HS235 FH                                                             | avbruten pga stark vind | avbruten pga stark vind | avbruten pga stark vind | avbruten pga stark vind | avbruten pga stark vind |  |  |
| Världsmästerskapen i skidflygning 2018                                    |                                                                           |                                                                           |                                                                           |                         |                         |                         |                         |                         |  |  |
| 13                                                                        | 28 januari 2018                                                           | Zakopane                                                                  | Wielka Krokiew HS140 LH (natt)                                            | Anže Semenič            | Andreas Wellinger       | Peter Prevc             | Richard Freitag         | [ 13 ]                  |  |  |
|                                                                           |                                                                           |                                                                           |                                                                           |                         |                         |                         |                         |                         |  |  |
| 14                                                                        | 3 februari 2018                                                           | Willingen                                                                 | Mühlenkopfschanze HS145 LH (natt)                                         | Daniel-André Tande      | Richard Freitag         | Dawid Kubacki           | Richard Freitag         | [ 14 ]                  |  |  |
| 15                                                                        | 4 februari 2018                                                           | Willingen                                                                 | Mühlenkopfschanze HS145 LH                                                | Johann André Forfang    | Kamil Stoch             | Piotr Żyła              | Kamil Stoch             | [ 15 ]                  |  |  |
| Willingen Five 2018 Sammanlagt (2–4 februari)                             | Willingen Five 2018 Sammanlagt (2–4 februari)                             | Willingen Five 2018 Sammanlagt (2–4 februari)                             | Willingen Five 2018 Sammanlagt (2–4 februari)                             | Kamil Stoch             | Johann André Forfang    | Daniel-André Tande      |                         |                         |  |  |
|                                                                           |                                                                           |                                                                           |                                                                           |                         |                         |                         |                         |                         |  |  |
| Olympiska vinterspelen 2018                                               |                                                                           |                                                                           |                                                                           |                         |                         |                         |                         |                         |  |  |
| 16                                                                        | 4 mars 2018                                                               | Lahtis                                                                    | Salpausselkä HS130 LH                                                     | Kamil Stoch             | Markus Eisenbichler     | Stefan Kraft            | Kamil Stoch             | [ 16 ]                  |  |  |
|                                                                           |                                                                           |                                                                           |                                                                           |                         |                         |                         |                         |                         |  |  |
| 17                                                                        | 11 mars 2018                                                              | Oslo                                                                      | Holmenkollbakken HS134 LH                                                 | Daniel-André Tande      | Stefan Kraft            | Michael Hayböck         | Kamil Stoch             | [ 17 ]                  |  |  |
| 18                                                                        | 13 mars 2018                                                              | Lillehammer                                                               | Lysgårdsbakken HS140 LH                                                   | Kamil Stoch             | Dawid Kubacki           | Robert Johansson        | Kamil Stoch             | [ 18 ]                  |  |  |
| 19                                                                        | 14 mars 2018                                                              | Trondheim                                                                 | Granåsen HS140 LH (natt)                                                  | Kamil Stoch             | Stefan Kraft            | Robert Johansson        | Kamil Stoch             | [ 19 ]                  |  |  |
| 20                                                                        | 18 mars 2018                                                              | Vikersund                                                                 | Vikersundbakken HS240 FH                                                  | Robert Johansson        | Andreas Stjernen        | Daniel-André Tande      | Kamil Stoch             | [ 20 ]                  |  |  |
| Raw Air 2018 sammanlagt (9–18 mars)                                       | Raw Air 2018 sammanlagt (9–18 mars)                                       | Raw Air 2018 sammanlagt (9–18 mars)                                       | Raw Air 2018 sammanlagt (9–18 mars)                                       | Kamil Stoch             | Robert Johansson        | Andreas Stjernen        |                         |                         |  |  |
|                                                                           |                                                                           |                                                                           |                                                                           |                         |                         |                         |                         |                         |  |  |
| 21                                                                        | 23 mars 2018                                                              | Planica                                                                   | Letalnica bratov Gorišek HS240 FH                                         | Kamil Stoch             | Johann André Forfang    | Stefan Kraft            | Kamil Stoch             | [ 21 ]                  |  |  |
| 22                                                                        | 25 mars 2018                                                              | Planica                                                                   | Letalnica bratov Gorišek HS240 FH                                         | Kamil Stoch             | Stefan Kraft            | Daniel-André Tande      | Kamil Stoch             | [ 22 ]                  |  |  |
| Planica7 2018 sammanlagt (22–25 mars)                                     | Planica7 2018 sammanlagt (22–25 mars)                                     | Planica7 2018 sammanlagt (22–25 mars)                                     | Planica7 2018 sammanlagt (22–25 mars)                                     | Kamil Stoch             | Johann André Forfang    | Robert Johansson        |                         |                         |  |  |
|                                                                           |                                                                           |                                                                           |                                                                           |                         |                         |                         |                         |                         |  |  |

### Tävlingskalender lag
| Num/säsong | Datum            | Stad             | Backe                             | Vinnare                                                                        | Tvåa | Trea                                                                           | Ledare sammanlagt | Ref.   |
| ---------- | ---------------- | ---------------- | --------------------------------- | ------------------------------------------------------------------------------ | --- | ------------------------------------------------------------------------------ | ----------------- | ------ |
| 1          | 18 november 2017 | Wisła            | Malinka HS134 LH (natt)           | NorgeJohann André Forfang Anders Fannemel Daniel-André Tande Robert Johansson  | ÖsterrikeDaniel Huber Clemens Aigner Michael Hayböck Stefan Kraft - - - - - - - - - - - - - - PolenPiotr Żyła Dawid Kubacki Maciej Kot Kamil Stoch |                                                                                | Norge             | [ 23 ] |
| 2          | 25 November 2017 | Ruka             | Rukatunturi HS142 LH (natt)       | NorgeRobert Johansson Anders Fannemel Daniel-André Tande Johann André Forfang  | TysklandMarkus Eisenbichler Pius Paschke Andreas Wellinger Richard Freitag                                                                         | JapanTaku Takeuchi Ryōyū Kobayashi Noriaki Kasai Junshirō Kobayashi            | Norge             | [ 24 ] |
| 3          | 9 december 2017  | Titisee-Neustadt | Hochfirstschanze HS142 LH (natt)  | NorgeRobert Johansson Daniel-André Tande Anders Fannemel Johann André Forfang  | PolenPiotr Żyła Maciej Kot Dawid Kubacki Kamil Stoch                                                                                               | TysklandMarkus Eisenbichler Karl Geiger Andreas Wellinger Richard Freitag      | Norge             | [ 25 ] |
| 4          | 27 januari 2018  | Zakopane         | Wielka Krokiew HS140 LH (natt)    | PolenMaciej Kot Stefan Hula Jr. Dawid Kubacki Kamil Stoch                      | TysklandMarkus Eisenbichler Stephan Leyhe Andreas Wellinger Richard Freitag                                                                        | NorgeAnders Fannemel Johann André Forfang Marius Lindvik Andreas Stjernen      | Norge             | [ 26 ] |
| 5          | 3 mars 2018      | Lahtis           | Salpausselkä HS130 LH (natt)      | TysklandKarl Geiger Markus Eisenbichler Richard Freitag Andreas Wellinger      | PolenMaciej Kot Stefan Hula Jr. Dawid Kubacki Kamil Stoch                                                                                          | NorgeAndreas Stjernen Daniel-André Tande Johann André Forfang Robert Johansson | Norge             | [ 27 ] |
|            |                  |                  |                                   |                                                                                | |                                                                                |                   |        |
| 6          | 10 march 2018    | Oslo             | Holmenkollbakken HS134 LH (natt)  | NorgeDaniel-André Tande Andreas Stjernen Johann André Forfang Robert Johansson | PolenMaciej Kot Stefan Hula Jr. Dawid Kubacki Kamil Stoch                                                                                          | ÖsterrikeGregor Schlierenzauer Clemens Aigner Michael Hayböck Stefan Kraft     | Norge             | [ 28 ] |
| 7          | 17 mars 2018     | Vikersund        | Vikersundbakken HS240 FH(natt)    | NorgeDaniel-André Tande Johann André Forfang Andreas Stjernen Robert Johansson | PolenPiotr Żyła Stefan Hula Jr. Dawid Kubacki Kamil Stoch                                                                                          | SlovenienDomen Prevc Jernej Damjan Tilen Bartol Peter Prevc                    | Norge             | [ 29 ] |
|            |                  |                  |                                   |                                                                                | |                                                                                |                   |        |
| 8          | 24 March 2018    | Planica          | Letalnica bratov Gorišek HS240 FH | NorgeDaniel-André Tande Andreas Stjernen Robert Johansson Johann André Forfang | TysklandMarkus Eisenbichler Stephan Leyhe Andreas Wellinger Richard Freitag                                                                        | SlovenienDomen Prevc Robert Kranjec Anže Semenič Peter Prevc                   | Norge             | [ 30 ] |
|            |                  |                  |                                   |                                                                                | |                                                                                |                   |        |

### Resultat sammanlagda världscupen individuellt
| Nr | Efter 22 deltävlingar | Poäng |
| -- | --------------------- | ----- |
| 1  | Kamil Stoch           | 1443  |
| 2  | Richard Freitag       | 1070  |
| 3  | Daniel-André Tande    | 985   |
| 4  | Stefan Kraft          | 881   |
| 5  | Robert Johansson      | 840   |
| 6  | Andreas Wellinger     | 828   |
| 7  | Johann André Forfang  | 821   |
| 8  | Andreas Stjernen      | 665   |
| 9  | Dawid Kubacki         | 633   |
| 10 | Markus Eisenbichler   | 597   |
| 11 | Junshirō Kobayashi    | 568   |
| 12 | Anders Fannemel       | 500   |
| 13 | Stefan Hula           | 431   |
| 14 | Karl Geiger           | 427   |
| 15 | Peter Prevc           | 416   |
| 16 | Piotr Zyla            | 403   |
| 17 | Jernej Damjan         | 379   |
| 18 | Stephan Leyhe         | 327   |
| 19 | Simon Ammann          | 312   |
| 20 | Halvor Enger Granerud | 280   |
| 21 | Maciej Kot            | 261   |
| 22 | Anze Semenic          | 256   |
| 23 | Michael Hayböck       | 245   |
| 24 | Ryoyu Kobayashi       | 187   |
| 25 | Tilen Bartol          | 185   |
| 26 | Noriaki Kasai         | 164   |
| 27 | Manuel Fettner        | 137   |
| 28 | Daniel Huber          | 117   |
| 29 | Clemens Aigner        | 104   |
| 30 | Pius Paschke          | 90    |